# Nephilengys dodo
Nephilengys dodo (лат.) — вид пауков из семейства Nephilidae. Эндемик острова Маврикий. Длина самок 23 мм (брюшко белое), самцы много меньше — около 5 мм. Название дано по имени вымершего маврикийского дронта, известного также как додо, который обитал в тех же лесах, где обнаружен Nephilengys dodo. Сделано это было в целях привлечения внимания общественности к необходимости защиты маврикийской природы. Два близких вида обитают на соседних островах: Nephilengys livida (Vinson, 1863) на Мадагаскаре, Сейшельских островах и Коморах, N. borbonica (Vinson, 1863) — на Реюньоне.